# Tariq Abdul-Wahad
Tariq Abdul-Wahad (nacido como Olivier Saint-Jean, Maisons-Alfort, Val-de-Marne, 3 de noviembre de 1974) es un exbaloncestista profesional francés. Con una altura de 1,98 su posición habitual era la de alero.
Abdul-Wahad tiene el honor de ser el primer jugador de baloncesto nacido y criado en Francia en jugar en la NBA. Durante su etapa universitaria participó con Michigan y posteriormente fue transferido a San Jose State donde destacó como un gran anotador. En la temporada 1997 fue seleccionado en el draft de la NBA por Sacramento Kings en la primera ronda (número 11). Abdul-Wahad cambió oficialmente su nombre de Olivier Saint-Jean el 10 de noviembre de 1997. Tariq significa "estrella de la mañana" en árabe y Abdul-Wahad significa "sirviente del único Dios". Abdul-Wahad, un especialista defensivo, además de Sacramento Kings jugó con otros tres equipos de la NBA: Orlando Magic, Denver Nuggets y Dallas Mavericks.

## Biografía
Olivier Saint-Jean nació en Maisons-Alfort, cerca de París.  Su madre, George Goudet, era una jugadora de baloncesto profesional.  Su padre, Quinis Brower, fue un exjugador de baloncesto profesional de la Universidad de Hofstra que fue reclutado por los New York Nets de la ABA antes de una carrera profesional en Francia, jugando con el equipo del club Limoges.
Después de graduarse del Lycee Aristide Briand en 1993, Abdul-Wahad jugó baloncesto universitario por primera vez durante dos años en Míchigan y se transfirió a San Jose State en 1995.  Abdul-Wahad fue parte del equipo de San Jose State que ganó el torneo de baloncesto masculino de la Conferencia Big West de 1996 y llegó al torneo de la NCAA a pesar de un récord de 13-16.
Su camiseta número 3 fue retirada por San Jose State en 2002, sin embargo, la pancarta que cuelga en el Event Center Arena se refiere a él como Olivier Saint-Jean, el nombre que usaba mientras estaba en la universidad. Cambió su nombre a Tariq Abdul-Wahad después de convertirse al Islam en 1997.

## Trayectoria

### Inicios en Francia
El primer equipo que puso sus ojos en el joven Abdul-Wahad fue el conjunto francés del Evreux. Tal y como comenta el propio Abdul-Wahad: "Su personal se puso en contacto inmediatamente con mi madre. El Tours también estaba interesado pero finalmente me decidí por Evreux. El club tenía una buena reputación y muy buenas instalaciones. Recuerdo que ganaba unos 400 francos de la época (unos 60$). Guardo un grato recuerdo de Evreux. Allí me encontré con gente que realmente me ayudó durante aquellos tres años. Pero todo aquello se echó a perder debido a unos comentarios y actuaciones de algunas personas del club hacia mí. Estaba especialmente disgustado por aquello y nunca lo olvidaré".
Comenzó su andadura profesional con el Evreux a la corta edad de 16 años, además de compartir pista en "playgrounds" de París con jugadores tan destacados como Makan Dioumassi o Mous Sonko.

### NCAA

#### Michigan
Abdul-Wahad dio por finalizada su carrera con el Evreux y partió hacia Estados Unidos. Tras entrevistarse con distintas universidades americanas se decidió a unirse a uno de los grandes equipos del país, Michigan. Tuvo oportunidad de ir a Carolina del Norte pero Dean Smith ya tenía previsto para ese puesto a Rasheed Wallace. Michigan pasaba por grandes momentos con aquel fantástico equipo de los "Fab Five" (los 5 fabulosos) integrado por Jalen Rose, Juwan Howard, Chris Webber, Jimmy King y Ray Jackson que habían llegado a la final de la NCAA en el '92 y '93. Webber dio el salto a la NBA en el mismo año 1993 que llegaba Abdul-Wahad a Míchigan. A pesar de pasar la pretemporada en blanco por una tendinitis en la rodilla el resto de la temporada lo jugó al completo, participando en todos los partidos de Michigan, aunque con una escasa participación en minutos. La segunda temporada fue para olvidar, de nuevo la rodilla le jugó una mala pasada y se pasó el año prácticamente en blanco, jugando solo 4 partidos. Su carrera profesional estaba en peligro así que tomó una difícil determinación, abandonar Michigan para enrolarse en la universidad de San José.

#### San José
Dada la amistad que le unía al segundo entrenador de San José, Keith Moss, decidió que éste sería su futuro. Moss intentó convencer a Abdul-Wahad de que escogiese otra universidad con un nivel deportivo mayor per era inútil, ya estaba decidido y Abdul-Wahad se convirtió en un Spartan el 29 de diciembre de 2004. El único problema de esta decisión era la sanción de un año sin jugar que debería cumplir por su cambio de universidad.
El 20 de diciembre de 1995 y tras un año de duro entrenamiento sin poder competir Abdul-Wahad saltaba de nuevo a una cancha a jugar un partido oficial. San José llegaba con 5 derrotas consecutivas y una marca de 13-12. Desde este momento consiguieron una marca de 9-2 clasificando a San José por primera vez desde 1980 para la fase final de la NCAA y por tercera vez en su historia. En la primera ronda del torneo fueron arrollados por Kentucky comandada por Derek Anderson que vencieron por un contundente 110-72. Los 18 y 7 rebotes de Abdul-Wahad fueron insuficientes pero el hecho de volver a las pistas era suficiente alegría para él.
Durante su segundo año anotó 23,8 puntos por partido lo que le llevó a ser el décimo máximo anotador de la historia de San José en solo temporada y media. Sus actuaciones no pasaron desapercibidas para los ojeadores de la NBA que pronto llamarían a la puerta de Abdul-Wahad.

### NBA

#### Sacramento
Tras ser drafteado por Sacramento en 1997 jugó con los Kings dos temporadas. En su primera temporada le seguía acompañando la sombra de las lesiones. Un problema en su gemelo izquierdo le hizo perderse los primeros partidos de la temporada, debutando en un partido contra Miami Heat. En la segunda, 1998-1999 logró alcanzar los playoffs, algo que la franquicia californiana conseguía por segunda vez desde 1986. Esta campaña, conocida como la del "lockout", tuvo solo 49 partidos de liga regular, en los que Abdul-Wahad participó en todos como titular. Fue un buen año para Abdul-Wahad, sin lesiones, progresando en su juego y alcanzando los playoffs en los que caerían ante Utah Jazz por un ajustado 3-2.

#### Orlando
Durante la postemporada fue traspasado a Orlando Magic junto con una primera ronda del draft por Nick Anderson. Participó con Orlando en 46 partidos, todos como titular, consiguiendo los mejores números de su carrera 12,2 puntos y 5,2 rebotes en algo más de 26 minutos por encuentro. Orlando era un equipo en plena reconstrucción tras la salida de sus hombres importantes y un buen lugar para demostrar de lo que era capaz. Sin embargo sería traspasado el 1 de febrero de 2000 a los Denver Nuggets. El traspaso incluía al propio Abdul-Wahad, Chris Gatling y una primera ronda del draft a cambio de Chauncey Billups, Ron Mercer, Johnny Taylor and futuras consideraciones en el draft. Éste sería el principio del fin de la carrera de Abdul-Wahad, comenzando con una interminable lista de lesiones que le impedirían rendir a su nivel.

#### Denver
El 24 de febrero de 2000 y tras haber participado en 15 partidos con los Nuggets se lesionó una muñeca en un partido contra los Houston Rockets, perdiéndose 22 de los últimos 23 partidos del año. La lesión se la provocó al intentar finalizar un contraataque. Steve Francis saltó para defender el lanzamiento y en la caída Abdul-Wahad se fracturó la muñeca. A pesar de esta lesión renovó su contrato como agente libre con Denver por un total de 7 años y 35 millones de dólares, en su momento el mñaximo que había ganado un deportista francés. Su calvario siguió durante el año 2000-01 donde solo jugó 29 partidos con Denver. Continuos problemas de salud y lesiones le impidieron desarrollar su juego, algo que sería ya una nota habitual en la corta carrera de Abdul-Wahad.
Comenzó la temporada 2001-02 con los Nuggets con los que jugó 24 partidos antes de ser traspasado a los Dallas Mavericks. En dicho traspaso se incluía además de a Abdul-Wahad a Raef LaFrentz, Avery Johnson, y Nick Van Exel, a cambio los Nuggets recibieron a Juwan Howard, Donnell Harvey, Tim Hardaway y una primera ronda del draft de 2002. No mejoró mucho su suerte en Dallas, con los que participó en solo 4 partidos.

#### Dallas
La temporada 2002-03 no supuso ninguna mejoría en Abdul-Wahad. Sus continuas lesiones le perseguían y solo participó en 14 partidos con los Mavs debido a una lesión en la rodilla izquierda. Este año Dallas se clasificó para playoff, lo que permitió a Abdul-Wahad disputar por segunda vez en su carrera las eliminatorias por el título. Su último partido como jugador NBA lo disputó el 29 de mayo de 2003 en la derrota de Dallas ante San Antonio por 90-78 y que suponía a eliminación de los Mavs ante los a posteriori campeones de la NBA.
Abdul-Wahad siguió perteneciendo a la disciplina de los Mavericks hasta el año 2005 en el cual fue liberado, a pesar de que no volvió a disputar ningún partido oficial con su equipo. A día de hoy no se conoce que Abdul-Wahad practique el baloncesto a nivel profesional, participando eventualmente en torneos de "streetball".

## Estadísticas de su carrera en la NBA

### Temporada regular
| Año     | Equipo     | PJ  | PT  | MPP  | %TC  | %3P  | %TL  | RPP | APP | ROB | TPP | PPP  |
| ------- | ---------- | --- | --- | ---- | ---- | ---- | ---- | --- | --- | --- | --- | ---- |
| 1997–98 | Sacramento | 59  | 16  | 16.3 | .403 | .211 | .672 | 2.0 | .9  | .6  | .2  | 6.4  |
| 1998–99 | Sacramento | 49  | 49  | 24.6 | .435 | .286 | .691 | 3.8 | 1.0 | 1.0 | .3  | 9.3  |
| 1999–00 | Orlando    | 46  | 46  | 26.2 | .433 | .095 | .762 | 5.2 | 1.6 | 1.2 | .3  | 12.2 |
| 1999–00 | Denver     | 15  | 10  | 24.9 | .389 | .500 | .738 | 3.5 | 1.7 | .4  | .8  | 8.9  |
| 2000–01 | Denver     | 29  | 12  | 14.5 | .387 | .400 | .583 | 2.0 | .8  | .5  | .4  | 3.8  |
| 2001–02 | Denver     | 20  | 12  | 20.9 | .379 | .500 | .750 | 3.9 | 1.1 | .9  | .5  | 6.8  |
| 2001–02 | Dallas     | 4   | 0   | 6.0  | .000 | –    | .000 | 1.5 | .5  | .5  | .3  | .0   |
| 2002–03 | Dallas     | 14  | 0   | 14.6 | .466 | .000 | .500 | 2.9 | 1.5 | .4  | .2  | 4.1  |
| Total   | Total      | 236 | 145 | 20.4 | .417 | .237 | .703 | 3.3 | 1.1 | .8  | .4  | 7.8  |

### Playoffs
| Año     | Equipo     | PJ | PT | MPP  | %TC  | %3P  | %TL  | RPP | APP | ROB | TPP | PPP |
| ------- | ---------- | -- | -- | ---- | ---- | ---- | ---- | --- | --- | --- | --- | --- |
| 1998–99 | Sacramento | 5  | 5  | 19.8 | .455 | .000 | .813 | 3.8 | .8  | .8  | .8  | 8.6 |
| 2003–03 | Dallas     | 8  | 0  | 9.9  | .300 | .000 | .875 | 2.8 | .9  | .0  | .0  | 3.1 |
| Total   | Total      | 13 | 5  | 13.7 | .381 | .000 | .833 | 3.2 | .8  | .3  | .3  | 5.2 |

## Selección francesa
Su primera aparición con la selección francesa en un campeonato es en el Europeo de 1999. Tras pasar la primera fase y el cruce de cuartos ante Turquía la selección francesa caía ante España en la semifinal y posteriormente se quedaban sin medalla al perder en la final de consolación contra Yugoslavia. Aun así el primer objetivo, la clasificación para los Juegos Olímpicos de Sídney, se había conseguido.
A pesar de su fama como jugador NBA fue excluido de las Olimpiadas por la federación francesa alegando unas supuestas manifestaciones de Abdul-Wahad contra la federación y los integrantes de la selección acusándolos de racismo. También estuvo ausente del Europeo de 2001 debido a problemas con sus documentos de inmigración.
Finalmente en el Europeo de Suecia en 2003 pudo volver a participar con su selección. Pasaron como primeros en su grupo y se encontraron con el equipo de Rusia en los cuartos de final a los que derrotaron por 76-69. En semifinales no pudieron con Lituania, campeona a la postre, cayendo por un ajustado 74-70. Finalmente, Abdul-Wahad perdió de nuevo su oportunidad de conseguir una medalla al caer ante Italia en la lucha por el Bronce.

## Palmarés y premios
- 10.º máximo anotador en la historia de la Universidad de San José (1050 puntos).
- Primer jugador francés en participar en la NBA.

## Años posteriores
En 2005, Abdul-Wahad interpretó el papel del Rey Negus de Abisinia (Etiopía) en la obra de teatro en video Mercy to Mankind: Part 1, The Prophecy Fulfilled, patrocinada por el Capítulo Juvenil de la MAS ( Sociedad Musulmana Americana ), Dallas, Texas.
Abdul-Wahad terminó su licenciatura en historia del arte en la Universidad Estatal de San José en 2008 y luego se inscribió en el programa de maestría en San José State.  Más tarde comenzó un negocio de ropa en Brasil con un amigo y una compañía de producción de televisión en Francia.
El 21 de julio de 2011, el equipo de baloncesto femenino de la División II Cal State Monterey Bay Otters contrató a Abdul-Wahad como entrenador asistente.
Abdul-Wahad se convirtió en entrenador principal del equipo universitario de baloncesto masculino en Lincoln High School de San José, California, en 2012.
En junio de 2024, pidió que más atletas se manifestasen contra el conflicto entre Israel y Palestina, para presionar la exclusión de Israel de los Juegos Olímpicos París 2024.En julio de ese mismo año, cuestionó la consistencia de las políticas globales del Comité Olímpico Internacional (COI), lo que provocó una avalancha de reacciones en las redes sociales y otras formas de rechazo a la participación de Israel en los Juegos Olímpicos de París.